# Agonopterix astrantiae
Agonopterix astrantiae is een vlinder uit de familie van de grasmineermotten (Elachistidae). De wetenschappelijke naam werd gepubliceerd in 1870 door Heinemann.
De soort komt voor in Europa.